# Božejovice (tvrz)
Tvrz Božejovice (též Božovice) je částečně dochovaná tvrz jihozápadně od obce Skály v okrese Písek. Nachází se na poloostrově, který vybíhá do Tvrzského rybníka, v nadmořské výšce 395 m. Její zbytky jsou součástí soukromého pozemku a nejsou volně přístupné.

## Historie
Tvrz byla založena před rokem 1443, kdy patřila jistému Jarošovi z Drahonic. V tom roce tvrz opevněnou hliněnými ploty oblehlo spojené vojsko Oldřicha z Rožmberka a strakonického velkopřevora Václava z Michalovic. Jaroš tehdy svou tvrz sám zapálil, utekl do Vodňan a obléhatelé zbytek pobořili. Vzápětí však byla obnovena a v roce 1450 znovu dobyta vojsky Jindřicha z Rožmberka, Oldřicha z Hradce a  Jana Popela z Lobkovic. Další dobytí vojskem Vimperských ze Sulejovic následovalo brzy poté. Roku 1460 jsou jako majitelky uváděny dcery Jaroše z Drahonic, přesto však král nařídil Janovi z Rožmberka, aby tvrz zbořil, ale nestalo se tak, protože v roce 1470 na ní sídlil Ondřej z Mladějovic. Jeho potomci tvrz v roce 1543 prodali Bartoloměji Čejkovskému z Čejkov. Bartolomějovi synové na tvrzi společně žili, ale jejich podíly postupně získalo město Písek, kterému patřila až do roku 1623, kdy mu byla zkonfiskována. Potom ji získal Martin de Hoeff-Huerta a od něj v roce 1642 Mikuláš Radkovec z Mirovic. Jeho rod nechal tvrz zpustnout a urbář píseckého panství ji v roce 1741 uvádí jakou pustou.

## Stavební podoba
Tvrziště má podobu poloostrova, jehož východní přístupovou stranu ve středověku odděloval příkop, který byl později zasypán. Opevnění původně tvořil pouze val, který v druhé polovině 15. století nahradila kamenná hradba. Její malý zbytek se dochoval na severní straně tvrziště. Hlavní budovou tvrze byl obdélný palác, z něhož se dochovaly tři stěny. V jeho patře se nacházely obytné prostory s okny ve výklencích vybavených sedátky. Tento palác byl v pozdní gotice rozšířen směrem na západ přístavkem s dvojicí místností zaklenutých valenými klenbami. Vstupovalo se do něj sedlovým portálem. V renesanci před ním vznikla malá předsíň později pohlcená další, tentokrát barokní, přístavbou.